# Muara Batang Angkola
Muara Batang Angkola is een bestuurslaag in het regentschap Mandailing Natal van de provincie Noord-Sumatra, Indonesië. Muara Batang Angkola telt 472 inwoners (volkstelling 2010).